# Vestibulinho
Vestibulinho é um exame que visa selecionar novos estudantes através de seus conhecimentos anteriormente acumulados, para assim definir quais serão ingressantes em instituições de ensino fundamental, ensino médio e ensino técnico, públicas ou particulares, cuja procura por vagas seja muito mais alta do que a oferta.
Seu nome é uma alusão ao Vestibular para entrada no ensino superior.
O exame sofre críticas quando aplicado a crianças, pois seria, na opinião de seus críticos, uma forma de exposição delas a um estresse para a qual ainda não estariam preparadas.
O vestibulinho para o primeiro ano do ensino fundamental passou a ser proibido no Brasil, por isso, instituições muito procuradas passaram a ter que criar uma reserva de vagas para filhos ou irmãos de alunos ou ex-alunos, além de disponibilizar as demais vagas por sorteio.